# Mimene atropatene
Mimene atropatene, purple swift là một loài bướm thuộc Họ Bướm nhảy. Chúng được tìm thấy dọc theo bờ biển đông bắc của Queensland, cũng như quần đảo Aru, Irian Jaya và Papua New Guinea.
Sải cánh dài khoảng 40 mm.